# Boca Juniors

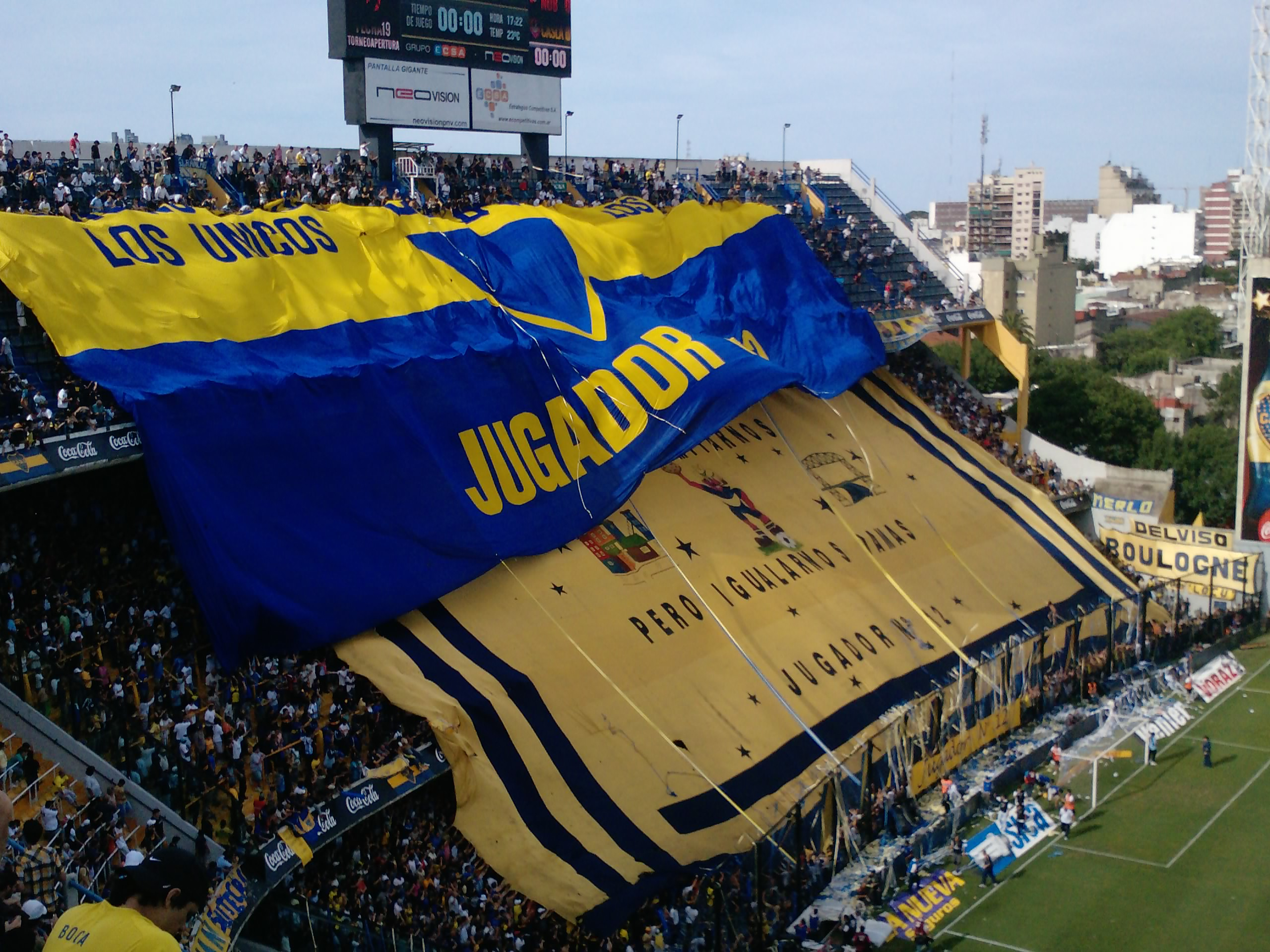
Choreografie der Fans

Der Club Atlético Boca Juniors (kurz CABJ), bekannt als Boca Juniors, ist ein argentinischer Sportverein aus dem Stadtteil La Boca in Buenos Aires.
Bekannt ist er vor allem für seine Fußballabteilung. Die erste Mannschaft zählt zu den erfolgreichsten im Land und spielt seit Gründung des modernen argentinischen Ligensystems in der Primera División. Heimspiele werden im Estádio Alberto J. Armando – im Volksmund La Bombonera genannt – ausgetragen. Die Duelle mit Bocas größtem Rivalen River Plate – im selben Stadtteil gegründet – werden Superclásicos genannt und versetzen das ganze Land in den Ausnahmezustand.
Professionell werden im Verein auch Basketball und Volleyball betrieben. Daneben gibt es Abteilungen in zahlreichen Amateursportarten.

## Geschichte

Die Vereinsfarben sollen aufgrund eines gerade im Hafen liegenden schwedischen Schiffes gewählt worden sein.

Fan-Graffito der Mannschaft im Stadtteil La Boca

Der Klub wurde am 3. April 1905 von vorwiegend italienischen Einwanderern aus Genua im Hafenort La Boca, einem Armenviertel in Buenos Aires, zunächst als reiner Fußballverein gegründet. Bedeutende Unterstützung erhielten sie dabei von dem Iren Patrick MacCarthey. Der erste Teil des Klubnamens ist gleichzeitig der Name des Stadtteils La Boca, wo auch heute noch das Estadio Alberto Jacinto Armando, genannt „La Bombonera“ (deutsch „Die Pralinenschachtel“) steht. Der zweite Teil (Juniors) wurde gewählt, um dem Klub einen englischen Einschlag zu geben.
Im Jahr 1907 wurden die Klubfarben Blau und Gelb festgelegt. Zuvor soll es zwischen Boca und dem Stadtrivalen River Plate zu einem Entscheidungsspiel um die Farben Rot und Weiß gekommen sein, da beide diese Farben für sich beanspruchten. Boca verlor das Spiel und soll danach die heutigen Farben aufgrund eines schwedischen Schiffes, welches zu dieser Zeit in La Boca vor Anker lag, gewählt haben. Jedoch lässt sich dies nicht mit Quellen belegen.
Ab 1923 wurde der Verein um neue Sportarten erweitert, zunächst um Boxen, Balón, Boccia und Basketball. Die dominierende Abteilung blieb aber weiterhin die Fußballabteilung, auch wenn Boca heute auch in Basket- und Volleyball zu den Sportgroßmächten Argentiniens gehört.
Alberto José Armando war langjähriger Präsident des Vereins von 1954 bis 1955 sowie 1960 bis 1980. Präsident und zugleich Manager des Klubs war von 1995 bis 2007 der Industrielle Mauricio Macri, der seit Dezember 2007 Bürgermeister von Buenos Aires und von 2015 bis 2019 Präsident von Argentinien war. Ihm folgten 2008 Pedro Pompilio und 2008 bis 2011 Jorge Amor Ameal. Seit 4. Dezember 2011 ist Daniel Angelici Präsident.

## Rivalität mit River Plate
Die Rivalität zwischen den Boca Juniors und River Plate zeichnet sich schon in der Gegensätzlichkeit der Stadtteile ab, in denen die beiden Klubs beheimatet sind und die vor allem im den argentinischen Sportbetrieb dominierenden Fußball zum Tragen kommt. La Boca ist ein Arbeiter-, Emigranten- und Armenviertel von Buenos Aires, während die Stadtteile Belgrano und Núñez, auf deren Grenze sich das Stadion von River Plate befindet, durch die Mittel- und Oberschicht geprägt ist. 40 % der Argentinier sind Fans der Boca Juniors, während sich 33 % zu River Plate bekennen. Das heißt, 73 % der argentinischen Bevölkerung sind Anhänger von einem der beiden Hauptstadtklubs. Die Anhängerschaft der restlichen Vereine bewegt sich hingegen im einstelligen Prozentbereich.
Die Anhänger Bocas werden von den Fans des rivalisierenden Clubs River Plate „Bosteros“ genannt, nach den städtischen Bediensteten, die früher in dem Stadtteil die Straßen von Pferdekot gereinigt haben. Die Boca-Fans selbst nennen sich „Xeneizes“, was in etwa soviel bedeutet wie „Bewohner Genuas“. Dies kommt daher, dass sich in Boca vor allem Hafenarbeiter italienischer Herkunft angesiedelt hatten. Im Gegenzug nennen die „Xeneizes“ die Anhänger von River Plate „Gallinas“, zu deutsch „Hühnchen“, im übertragenen Sinne „Feiglinge“. Dies für seinen Teil leitet sich vom Maskottchen von River, einem Huhn, ab.

## Fußballabteilung

### Erfolge
Als Amateurmannschaft gewann Boca Juniors sieben Meisterschaften (1919, 1920, 1923, 1924, 1926, 1930), 1919 die Copa Competencia Chevallier Boutell sowie 1925 die Copa de Honor.

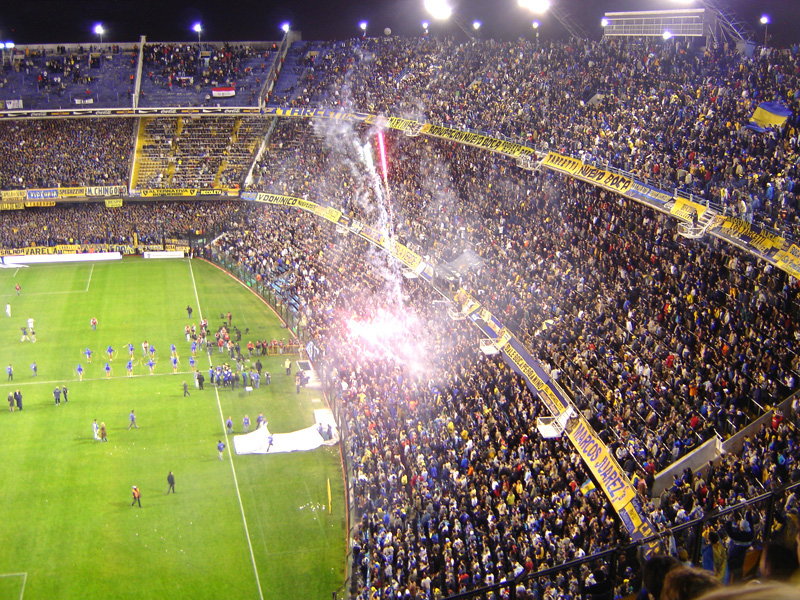
Das Stadion „Bombonera“, 2006

Als Profimannschaft gewann Boca Juniors seit 1931 insgesamt 35 Mal die argentinische Meisterschaft (Stand 2022). Außerdem im Jahre 1969 die Copa Argentina (Argentinien-Pokal) und den Campeonato Nacional (nationale Meisterschaft), 1970 die Nacional, 1976 den Campeonato Metropolitano (Stadtmeisterschaft) und die Nacional, und 1981 die Metropolitano.
Die Copa Libertadores (das südamerikanische Gegenstück der UEFA Champions League) konnten die Boca Juniors bisher sechsmal gewinnen (1977, 1978, 2000, 2001, 2003 und 2007). Außerdem dreimal den Copa Europea-Sudamericana (1977, 2000 und 2003). Weitere internationale Titel waren die Supercopa Sudamericana (1989), die Recopa Sudamericana (1990, 2005, 2006 und 2008), die Copa Master de Supercopa (1992) Copa de Oro Nicolás Leoz (1993) und die Copa Sudamericana 2004 und 2005.
Durch den Sieg in der Copa Libertadores 2007 war der Verein bis Dezember 2007 zusammen mit dem AC Mailand weltweiter Rekordhalter was Siege in internationalen Wettbewerben angeht. Boca fuhr 17 internationale Titel ein. Am 16. Dezember 2007 trafen die beiden Klubs dann im Finale der FIFA-Klubweltmeisterschaft aufeinander. Milan gewann und fuhr den 18. Titel ein. Real Madrid stellte den Rekord von 18 internationalen Titeln mit dem Gewinn der FIFA-Klub-Weltmeisterschaft 2014 ein.

### Nationale Titel
- Argentinischer Meister: (35×) AAF 1919, AAF 1920, AAF 1923, AAF 1924, AAF 1926M, 1930, 1931, 1934, 1935, 1940, 1943, 1944, 1954, 1962, 1964, 1965, 1969 (Nacional), 1970 (Nacional), 1976 (Nacional), 1976 (Metropolitana), 1981 (Metropolitana), 1992 (Apertura), 1998 (Apertura), 1999 (Clausura), 2003 (Apertura), 2003 (Apertura), 2005 (Apertura), 2006 (Clausura), 2008 (Apertura), 2011 (Apertura), 2015, 2016/17, 2017/18, 2019/20, 2022
- Copa Argentina: 1969, 2012, 2015, 2021
- Supercopa Argentina: 2018, 2022
- Copa de la Liga Profesional: 2020, 2022
- Copa de Competencia Jockey Club: 1919, 1925
- Copa Dr. Carlos Ibarguren: 1919, 1923, 1924, 1940, 1944
- Copa Estímulo: 1926
- Copa de Competencia Británica George VI: 1946

### Internationale Titel
- Weltpokal: 1977, 2000, 2003
- Copa Libertadores: 1977, 1978, 2000, 2001, 2003, 2007
- Copa Sudamericana: 2004, 2005
- Recopa Sudamericana: 1990, 2005, 2006, 2008
- Supercopa Sudamericana: 1989
- Copa Master de Supercopa: 1992
- Copa de Oro: 1993
- Maradona Cup: 2021

## Aktueller Kader 2025
Stand: Januar 2025
| Nr. |             | Position | Name               |
| --- | ----------- | -------- | ------------------ |
| 1   | Argentinien | TW       | Sergio Romero      |
| 2   | Argentinien | AB       | Cristian Lema      |
| 3   | Uruguay     | MF       | Marcelo Saracchi   |
| 4   | Argentinien | AB       | Nicolás Figal      |
| 6   | Argentinien | AB       | Marcos Rojo ()     |
| 7   | Argentinien | ST       | Exequiel Zeballos  |
| 8   | Chile       | ST       | Carlos Palacios    |
| 9   | Argentinien | ST       | Milton Giménez     |
| 10  | Uruguay     | ST       | Edinson Cavani     |
| 11  | Argentinien | MF       | Lucas Janson       |
| 12  | Argentinien | TW       | Leandro Brey       |
| 13  | Argentinien | TW       | Javier García      |
| 16  | Uruguay     | ST       | Miguel Merentiel   |
| 17  | Peru        | AB       | Luis Advíncula     |
| 18  | Kolumbien   | AB       | Frank Fabra        |
| 19  | Argentinien | MF       | Augustín Martegani |
| 20  | Argentinien | MF       | Juan Ramírez       |
| 21  | Spanien     | MF       | Ander Herrera      |
| 22  | Argentinien | ST       | Kevin Zenón        |
| 23  | Argentinien | AB       | Lautaro Blanco     |

| Nr. |             | Position | Name              |
| --- | ----------- | -------- | ----------------- |
| 24  | Argentinien | AB       | Juan Barinaga     |
| 30  | Argentinien | MF       | Tomás Belmonte    |
| 32  | Argentinien | AB       | Ayrton Costa      |
| 33  | Argentinien | ST       | Brian Aguirre     |
| 35  | Argentinien | AB       | Nahuel Génez      |
| 36  | Argentinien | MF       | Esteban Rolón     |
| 40  | Argentinien | AB       | Lautaro Di Lollo  |
| 42  | Argentinien | AB       | Lucas Blondel     |
| 43  | Argentinien | MF       | Milton Delgado    |
| 45  | Argentinien | MF       | Mauricio Benítez  |
| 47  | Argentinien | MF       | Jabes Saralegui   |
|     | Argentinien | MF       | Rodrigo Battaglia |
|     | Argentinien | ST       | Nicolás Orsini    |
|     | Argentinien | AB       | Augustín Heredia  |
|     | Argentinien | ST       | Israel Escalante  |
|     | Argentinien | ST       | Lucas Brochero    |
|     | Argentinien | MF       | Ignacio Miramón   |
|     | Argentinien | MF       | Rodrigo Montes    |
|     | Argentinien | MF       | Simón Rivero      |

## Bekannte ehemalige Spieler
Besonders hervorzuheben unter den vielen bekannten Spielern des Clubs ist Diego Maradona, der hier von 1981 bis 1982 und von 1995 bis 1997 spielte. Boca Juniors war und ist „sein“ Fußballklub. Sein Abschiedsspiel fand 2001 in La Bombonera statt

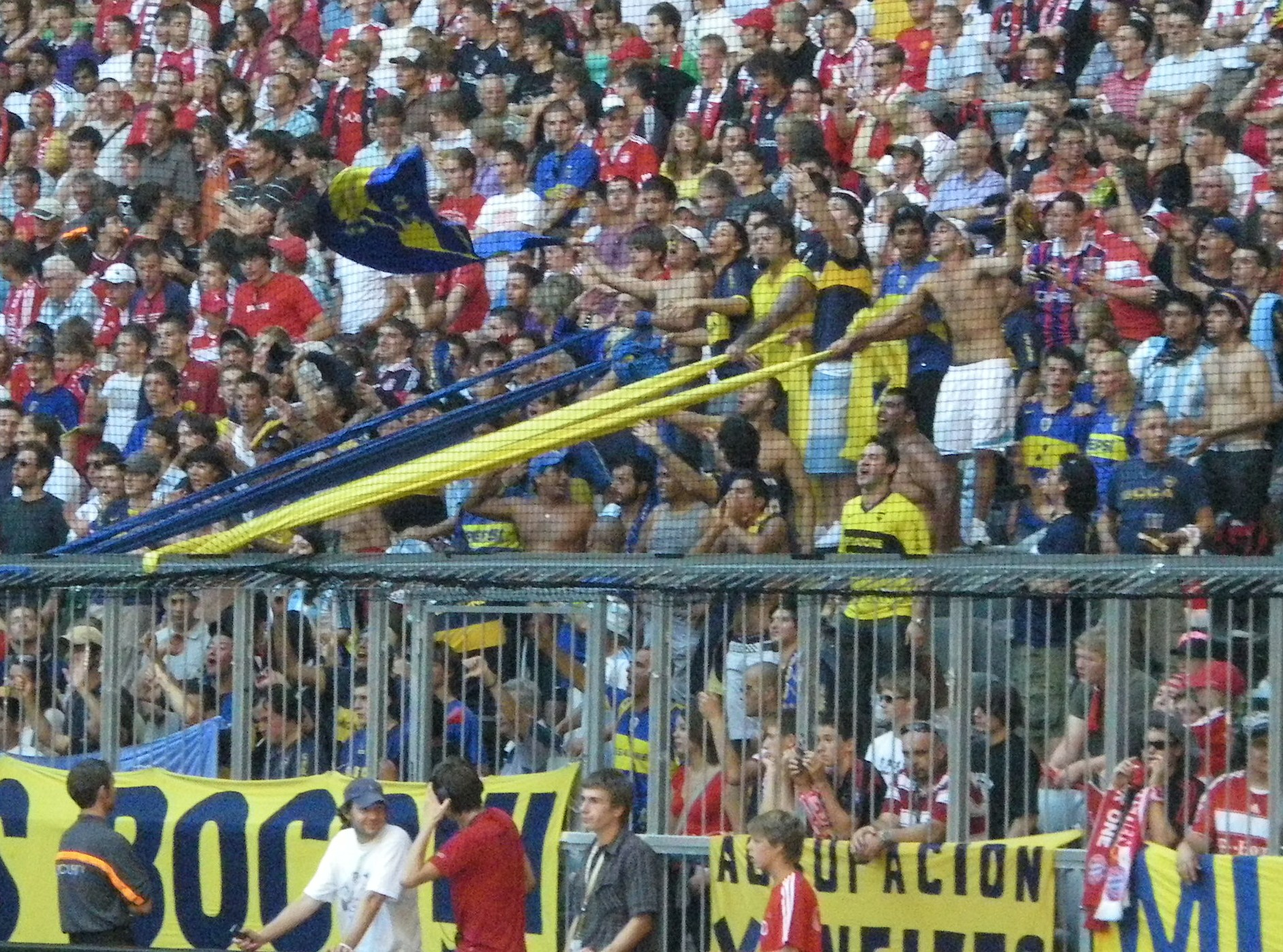
Weitgereiste Boca-Fans beim Audi Cup 2009 in der Münchner Allianz Arena

### Vor 1970
- Américo Tesorieri (1916–1927), Torhüter
- Roberto Cherro (1926–1935)
- Francisco Varallo (1931–1939)
- Natalio Pescia (1933–1942)
- Ernesto Lazzatti (1934–1947)
- Raimundo Orsi (1936), Stürmer
- Jaime Sarlanga (1940–1948)
- Mario Boyé (1941–1949, 1955)
- Severino Varela (1943–1945)
- Antonio Angelillo (1956–1957)
- Antonio Rattín (1956–1970)
- Paulo Valentim (1960–1964), Brasilien
- Silvio Marzolini (1960–1972)
- Antonio Roma (1960–1972), Torhüter
- José Sanfilippo (1963)
- Ángel Rojas (1963–1971)
- Alfredo Rojas (1964–1968)
- Norberto Madurga (1965–1971)
- Ramón Ponce (1966–1974)
- Omar Larrosa (1967–1970)
- Rubén Suñé (1967–1972, 1976–1980)
- Julio Meléndez (1968–1972), Peru

### 1970er- und 1980er-Jahre
- Rubén Suñé (1969–1972, 1976–1980)
- Enzo Ferrero (1971–1975)
- Osvaldo Potente (1971–1975, 1979–1980)
- Roberto Mouzo (1972–1984)
- Alberto Tarantini (1973–1977)
- Vicente Pernía (1973–1981)
- Marcelo Trobbiani (1973–1976, 1981–1982)
- Jorge Benítez (1973–1983)
- Darío Felman (1975–1978)
- Rubén Suñé (1976–1980)
- Mario Zanabria (1976–1980)
- Ernesto Mastrángelo (1976–1981)
- Hugo Gatti (1976–1989), hält als Torhüter zwei argentinischen Rekorde: 26 Elfmeter gehalten und mit 44 Jahren ältester Spieler der Liga
- Ricardo Gareca (1978–1980, 1982–1984)
- Miguel Brindisi (1981–1982)
- Jorge Comas (1986–1989)
- José Milton Melgar (1986–1988), Bolivien
- Claudio Marangoni (1988–1990)

### 1990er-Jahre
- Diego Armando Maradona (1981–1982, 1995–1996, 1997)
- Carlos Tapia (1985–1987, 1988–1989, 1990–1991, 1992–1994)
- Diego Latorre (1987–1992, 1996–1998)
- Juan Simón (1988–1994)
- Carlos Navarro Montoya (1988–1996), der kolumbianische Torhüter stellte einen argentinischen Rekord auf: 180 Spiele hintereinander in der Liga
- Blas Giunta (1989–1993, 1995–1997)
- Gabriel Omar Batistuta (1990–1991)
- Alberto Márcico (1992–1995)
- Sergio Martínez (1992–1997)
- Rodolfo Arruabarrena (1993–1996, 1997–2000)
- Nelson Vivas (1994–1997)
- Cristian (Kily) González (1995–1996)
- Claudio Paul Caniggia (1995–1996, 1997–1998)
- Diego Cagna (1995–1998, 2003–2005)
- Juan Sebastián Verón (1996)
- Nolberto Solano (1997–1998), Peru
- Walter Adrián Samuel (1997–2000)
- Óscar Eduardo Córdoba Arce (1997–2001), kolumbianischer Torhüter
- Mauricio Serna (1998–2002), Kolumbien
- Nicolás Burdisso (1999–2004)

### 2000er-Jahre
- Juan Román Riquelme (1996–2002, 2007, 2008–2014)
- Guillermo Barros Schelotto (1997–2007)
- Marcelo Delgado (2000–2003, 2005–2006)
- Clemente Rodríguez (2000–2004, 2007, 2010–2013)
- Naohiro Takahara (2001–2002), Japan
- Rolando Schiavi (2001–2005, 2011–2012)
- Iarley (2003–2004), Brasilien
- Luis Amaranto Perea (2003–2004), Kolumbien
- Federico Insúa (2005–2006, 2009–2010)
- Rodrigo Palacio (2005–2009)
- Jesús Dátolo (2006–2009)
- Nicolás Gaitán (2008–2010)
- Gary Medel (2009–2010), Chile

### 2010er-Jahre
- Carlos Tévez (2001–2004, 2015–2017, 2018–2021)
- Fernando Gago (2004–2006, 2013–2018)
- Leandro Paredes (2010–2014)
- Cristian Pavón (2014–2019, 2020–2022)
- Nicolás Lodeiro (2015–2016), Uruguay
- Rodrigo Bentancur (2015–2017), Uruguay
- Daniele de Rossi (2019–2020), Italien
- Alexis Mac Allister (2019–2020)
- Carlos Zambrano (2019–2022), Peru

## Top 10 nach Toren
(Stand: 18. Dezember 2016; angegeben sind alle Pflichtspieltreffer)
| Tore                                    | Tore                       | Tore                 | Tore |
| --------------------------------------- | -------------------------- | -------------------- | ---- |
| 1                                       | Martín Palermo             | 1997–2000, 2004–2011 | 236  |
| 2                                       | Roberto Cherro             | 1925–1938            | 221  |
| 3                                       | Francisco Varallo          | 1931–1939            | 194  |
| 4                                       | Domingo Tarasconi          | 1922–1932            | 193  |
| 5                                       | Jaime Sarlanga             | 1940–1948            | 128  |
| 6                                       | Mario Boyé                 | 1941–1949, 1955      | 123  |
| 7                                       | Delfín Benítez Cáceres     | 1932–1938            | 115  |
| 8                                       | Pío Corcuera               | 1941–1948            | 98   |
| 9                                       | Pedro Calomino             | 1911–1924            | 96   |
| 10                                      | Sergio Martínez            | 1992–1997            | 86   |
| 10                                      | Guillermo Barros Schelotto | 1997–2007            | 86   |
| * = noch bei den die Boca Juniors aktiv |                            |                      |      |

## Trainer
- Ferenc Plattkó (1949–1950)
- György Orth (1954)
- Fernando Riera (1971–1972)
- Juan Carlos Lorenzo (1976–1979, 1987)
- César Luis Menotti (1987, 1993–1994)
- Óscar Tabárez (1991–1993, 2002)
- Carlos Bianchi (1998–2001, 2003–2004, 2013–2014)
- Miguel Brindisi (2004)
- Alfio Basile (2005–2006, 2009–2010)
- Miguel Ángel Russo (2007, 2020–2021, seit 2025)
- Guillermo Barros Schelotto (2016–2018)

Juan Carlos Lorenzo gewann fünf Titel mit dem Club. Darunter war auch der zweimalige Gewinn des Copa Libertadores (1977 und 1978). Bianchi konnte in La Boca neun Titel einfahren. Viermal gewann er die argentinische Meisterschaft, dreimal die Copa Libertadores und zweimal den Weltpokal.

## Basketballabteilung
Auch im Basketball gehört Boca Juniors zu den erfolgreichsten Vereinen Argentiniens. Der Verein konnte in dieser Sportart folgende Erfolge erzielen:
- Südamerikapokal der Meister: 2004, 2005, 2006.
- Liga Sudamericana: 1999 Finalist
- Meister von Argentinien: 1996, 2003
- Pokal von Argentinien: 2002, 2003, 2004, 2005, 2006

## Volleyball
Die Volleyballabteilung von Boca Juniors ist ebenfalls auf nationalem Level erfolgreich. Die Damen sind Rekordmeisterinnen und spielen derzeit in der höchsten argentinischen Liga. Auch die Herren spielten zwischen 1996 und 2015 insgesamt zehn Saisons in der höchsten argentinischen Liga.
Unter anderem wurden folgende Titel erzielt (Stand Feb. 2019):
- Argentinische Meisterschaft (Frauen): 2010/11, 2011/12, 2013/14, 2014/15, 2018.

## Weitere Sportarten
Daneben ist der Verein in Futsal, Aerobic, Kunstturnen, Rhythmische Sportgymnastik, Gewichtheben, Judo, Karate, Taekwondo, Ringen und Leichtathletik aktiv.

## Fans
Bocas bekannteste und einflussreichste Fangruppe La 12 verfügt über etwa zweitausend Mitglieder.